# Didymostoma euphranoralis
Didymostoma euphranoralis là một loài bướm đêm trong họ Crambidae.